# Passione
Passione Co., Ltd. (パッショーネ株式会社 Passhōne Kabushiki-gaisha) ist ein japanisches Animationsstudio.

## Geschichte
Passione wurde am 26. Januar 2011 gegründet und hat nach eigenen Angaben 25 vollwertige Mitarbeiter und ein Eigenkapital von 9,5 Millionen Yen.
Das in den Jahren 2012 und 2013 Haitai Nanafa war die erste Animeserie, die bei Passione entstand. Mit Rail Wars!, einer 12-teiligen Animeserie zum gleichnamigen Manga von Takumi Toyoda, setzte das Studio zwischen Juli und September 2014 das zweite Projekt um. Zwischen 2015 und 2017 produzierte Passione die Animeserien Rokka no Yūsha und Hinako Note.
Im Jahr 2017 gab das Studio bekannt an einer Anime-Umsetzung der Mangareihe Citrus von Saburouta zu arbeiten. Die erste Episode wurde im Januar 2018 in Japan gezeigt und endete im März gleichen Jahres. Nachdem die ersten drei Staffeln der Animeserie High School D×D durch TNK entstand, wurde die vierte Staffel High School D×D Hero bei Passione produziert. Der Wechsel des Studios brachte auch Änderungen im Animationsstil der Serie mit sich, was bei den Zuschauern teilweise nicht gut ankam und eine Petition auf Change.org gestartet wurde um wieder zum alten Stil der Serie zurückzukehren.
Im Jahr 2019 arbeitet das Studio an eine Anime-Adaptation der Mangaserie Z/X Code reunion, deren erste Episode für Oktober des Jahres geplant ist.
Neben regulären Animeserien erarbeitete das Studio in Zusammenarbeit mit dem Studio Creators in Pack auch die Original Video Animation (OVA) God Eater Reso Nantoka Gekijou zu God Eater. Für 2019 ist die Veröffentlichung zweier weiterer OVAs geplant. Dabei handelt es sich um eine Adaption zur Mangaserie Bean Bandit und der Survival-Horror-Reihe The Island of Giant Insects, wobei letztere eine Direct-to-DVD-Produktion darstellt. Im Studio Passione wird ein neues Anime-Projekt zu Higurashi no Naku Koro ni produziert.

## Produktionen
- 2012: Haitai Nanafa (Fernsehserie)
- 2014: Rail Wars! (Fernsehserie)
- 2015: Rokka: Die Helden der sechs Blumen (Fernsehserie)
- 2017: Hinako Note (Fernsehserie)
- 2018: Citrus (Fernsehserie)
- 2018: High School D×D Hero (Fernsehserie)
- 2020: Higurashi: When They Cry – GOU (Fernsehserie)
- 2020: Interspecies Reviewers (Fernsehserie)

| Animeserien - Haitai Nanafa (2012–2013) - Z/X Code reunion (2019) - Interspecies Reviewers (2020) | Original Video Animation (OVA) - God Eater Reso Nantoka Gekijou (2018, mit Creators in Pack) - Bean Bandit (2019) - The Island of Giant Insects (2019) |